# بوشكار
بوشكار هي مدينة تقع في منطقة أجمر بولاية راجستان الهندية.